# Tom Jones (racerförare)
Thomas "Tom" Jones, född 26 april 1943 i Dallas i Texas, död 29 maj 2015 i Eastlake i Ohio var en amerikansk racerförare.

## Racingkarriär
Jones försökte kvala in privat i en Cooper-Climax till formel 1-loppet i Kanada 1967 men misslyckades.